# Посёлок имени Крупской (Тверь)
Посёлок имени Кру́пской — микрорайон Твери. Расположен в южной части города на территории Московского района. Посёлок пересекает Бурашевское шоссе, на севере — линия Октябрьской железной дороги. К западу — микрорайон Южный, к востоку — деревня Бортниково.
Возник перед Великой Отечественной войной. Назван в память Надежды Константиновны Крупской (умерла в 1939 году). Основная застройка (частным сектором) — в 1950-е.
В поселке располагаются: Школа №24;  Торговый центр "Айсберг";  Круглосуточная заправка Сургутнефтегаз; Магазин сантехники Российская сантехника; Почтовое отделение №170016.